# 阿尔维耶尔河
阿尔维耶尔河（法語：Arvière，法語發音：[aʁvjɛʁ]）是法国奥弗涅-罗讷-阿尔卑斯大区安省的河流，是格鲁安河的左支流，长12.76千米，发源自瓦尔罗梅地区阿尔维耶尔，于塞朗河畔瓦尔罗梅流入格鲁安河。